# André Patry
André Patry (22 de novembro de 1902 - 20 de junho de 1960) foi um astrónomo francês.
Ele ficou órfão ainda jovem, e começou a trabalhar no Observatoire de Nice com 17 anos.
Ele estudou asteróides e descobriu alguns. O asteróide 1601 Patry recebeu esse nome em sua homenagem.

## Obituário
- (em francês) JO 43 (1960) 156